# Gaetano Polverelli
(Gaetano Polverelli, La legge o la scure, ne Il Popolo d’Italia, 2 ottobre 1922.)
Gaetano Polverelli (Visso, 17 novembre 1886 – Anzio, 17 settembre 1960) è stato un giornalista e politico italiano.

## Biografia
Giornalista dell'Avanti! e de Il Popolo d'Italia, fu tra i fondatori del fascio di Roma e gerarca di Camerino, capo ufficio stampa del Duce e del ministero degli affari esteri, deputato, sottosegretario di stato e in seguito ministro della cultura popolare (dicastero popolarmente chiamato dagli Italiani "Minculpop") durante l'ultimo Governo Mussolini (dal 6 febbraio 1943 al 25 luglio 1943).
Fra le cariche ricoperte in ambito della professione giornalistica, fu segretario del Sindacato romano giornalisti fascisti e del Sindacato interprovinciale fascista giornalisti, membro della Commissione Superiore per la Stampa, presidente dell'Associazione Stampa Romana.
Come capo ufficio stampa prima e come ministro poi, emanò direttive, le cosiddette "veline", per orientare secondo istruzioni governative l'informazione sui mass-media dell'epoca. Oltre che con il governo, aveva rapporti istituzionali con il Partito Nazionale Fascista, il cui segretario era allora Achille Starace e con il direttore dell'Agenzia Stefani, la voce "ufficiosa" del regime, il giornalista Manlio Morgagni.
I rapporti fra Polverelli e la stampa, non appena iniziata la diffusione delle veline, raggiunsero livelli di critica tensione. Una relazione di servizio della Polizia Politica del gennaio 1932 riferì che le amministrazioni dei giornali erano "furibonde" contro Polverelli, "che eccede i limiti della minimissima libertà ormai rimasta ai giornali stessi". Le ingerenze, prosegue il rapporto, erano tali che "i titoli debbono essere dettati dai corrispondenti romani dietro suggerimento del Capo Ufficio Stampa".
Una delle più note veline è quella del 24 dicembre 1932, facente parte di una circolare di 37 articoli intitolata "Rinnovare il tipo del giornale", con la quale ordinò di ridurre drasticamente lo spazio riservato alla cronaca nera, da ridursi "ad un solo titolo su due colonne per i casi più gravi", mentre d'ordinario sarebbero bastate "una colonna e mezza complessivamente anche se ripartita in pagine diverse". Due mesi dopo, nel febbraio 1933, lo spazio "concesso" si sarebbe ulteriormente ridotto a 30 righe complessive, "con titoli non vistosi e su una colonna".
Per conto del PNF gestì anche le trattative, nel 1933, per l'acquisto dei diritti di traduzione in italiano del libro "Mein Kampf" di Adolf Hitler, appena salito al potere; le trattative non andarono poi in porto poiché la traduzione fu poi effettuata in Germania.
Del suo incarico di ministro resta noto il sequestro dell'antologia "Americana", avente per tema appunto la letteratura di quel continente e diretta da Elio Vittorini; il libro aveva superato il vaglio del precedente ministro Pavolini e già qualche copia cominciava a circolarne quando, mentre già era considerato una sorta di "testo sacro dell'antifascismo", ne fu ordinato il sequestro da Polverelli.
Fu tra coloro che votarono contro la mozione Grandi alla seduta del Gran Consiglio del Fascismo del 25 luglio 1943: motivò il suo no con queste le parole "Sono nato mussoliniano e così morirò". Aderì successivamente alla Repubblica Sociale Italiana.
Arrestato il 21 giugno 1944, dopo la liberazione di Roma (4-5 giugno 1944), nel dopoguerra venne processato e il 19 luglio 1946 assolto dalla Corte d’Appello di Roma. Si ritirò quindi a vita privata.